# Виборг (станція)
Ви́борг (рос. Вы́борг, фін. Viipurin rautatieasema) — велика залізнична станція Санкт-Петербурзького відділення Жовтневої залізниці, розташована у місті Виборг; один із двох вокзалів Ленінградської області (поруч із Волховстроєм). Пасажирський термінал станції розташований у місті за адресою Вокзальна площа, 1.
Історична будівля вокзалу, споруджена у 1913 році, була знищена під час Другої світової війни. Сучасна будівля вокзалу споруджена за радянського періоду.

## Історична будівля вокзалу

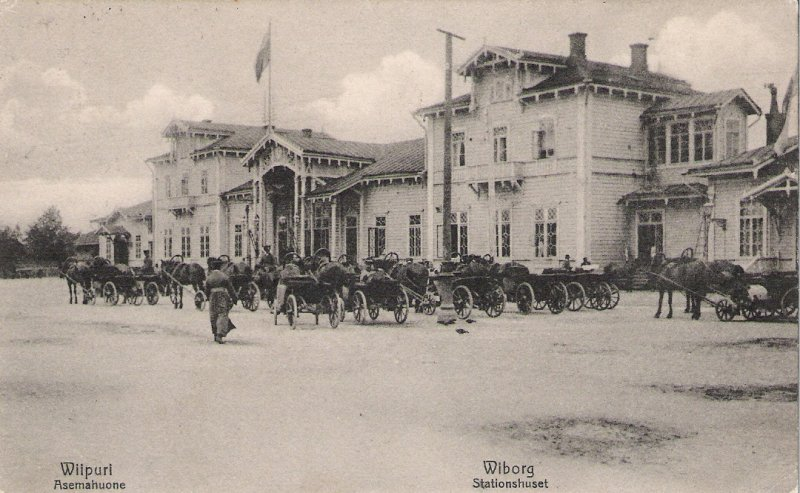
Перша будівля залізничного вокзалу у Виборзі у 1870 році на відкритій залізничній лінії

Перша будівля вокзалу Виборга була збудована у 1869 році до відкриття залізничної лінії Санкт-Петербург — Гельсінгфорс одночасно із лінією Рійгімякі — Санкт-Петербург. Будівля була дерев'яною та розташовувалася ближче до автомобільного шляхопроводу «Залізничний міст» на Папулу, біля зламу Залізничної вулиці біля будинків 13 та 15.

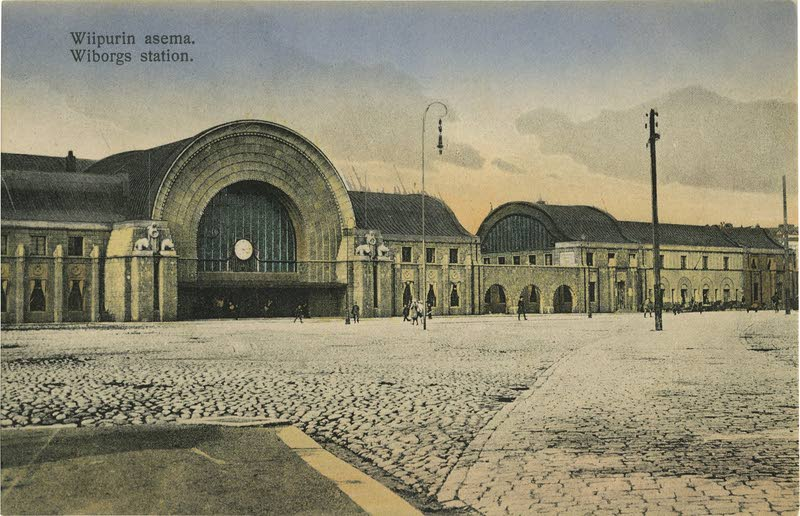
Історична будівля виборзького вокзалу

Втім, наприкінці ХІХ століття будівля застаріла. У 1913 році за проектом фінських архітекторів Елієля Саарінена та Германа Гезеліуса була споруджена нова гранітна будівля вокзалу в стилі північного модерну. У проекті будівлі чітко простежувалися риси, характерні для інших робіт цих архітекторів, особливо будівлі центрального вокзалу в Гельсінкі. Наприклад, за аналогією із цим вокзалом, центральний вхід якого з обох боків прикрашають дві людські фігури, з обох боків центрального входу вокзалу Виборга архітектор встановив по дві скульптури ведмедів. Але на відміну від вокзалу в Гельсінкі, вокзал у Виборзі не знаходився у кінцевій точці залізниці, таким чином, його головний фасад був розміщувався за напрямком залізничних колій, а не перпендикулярно до них, як у Гельсінкі. Колії знаходилися на висоті другого поверху будівлі вокзалу, а вихід до них здійснювався сходами із вокзалу через тунель, що вів на іншу сторону вантажної станції.
Під час радянсько-фінської війни 1941-1944 рр. головну будівлю залізничного вокзалу Виборга у 1941 році підірвали радянські війська, що відступали. Від фінської будівлі збереглася лише невелика частина — багажне відділення.
У 2007–2009 рр. було створено 3D-модель старого вокзалу Виборга, яким він був у 1939 році; її можна побачити на сторінці проекту VirtuaaliViipuri.

## Сучасна будівля вокзалу

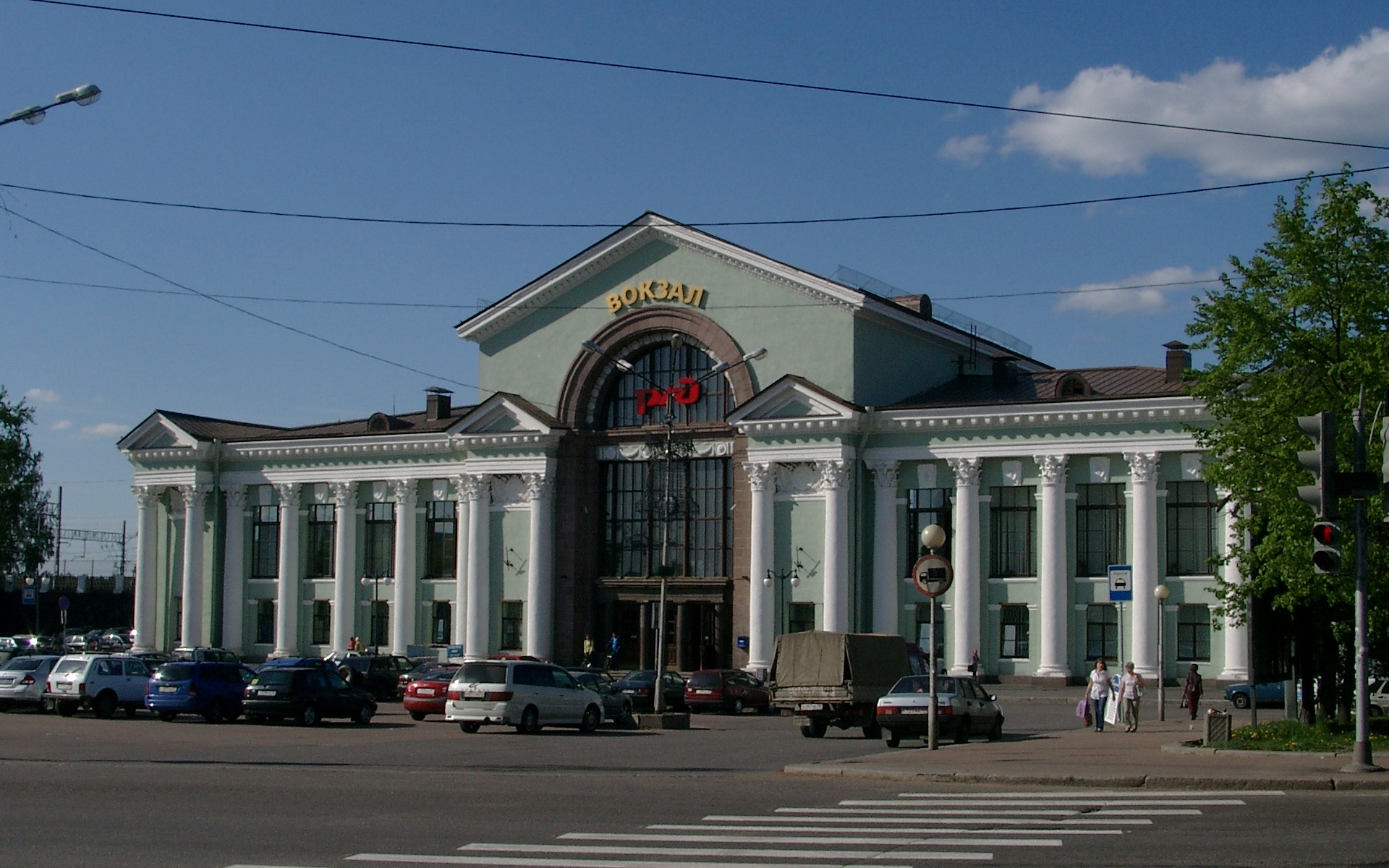
Сучасна будівля вокзалу Виборга

Сучасна будівля вокзалу, споруджена у 1953 році, є типовим зразком вокзальної архітектури провінційного сталінського ампіру. Авторами проекту були О.В. Васильєв, Д.С. Гольдгор, С.Б. Сперанський та О.Н. Берков.

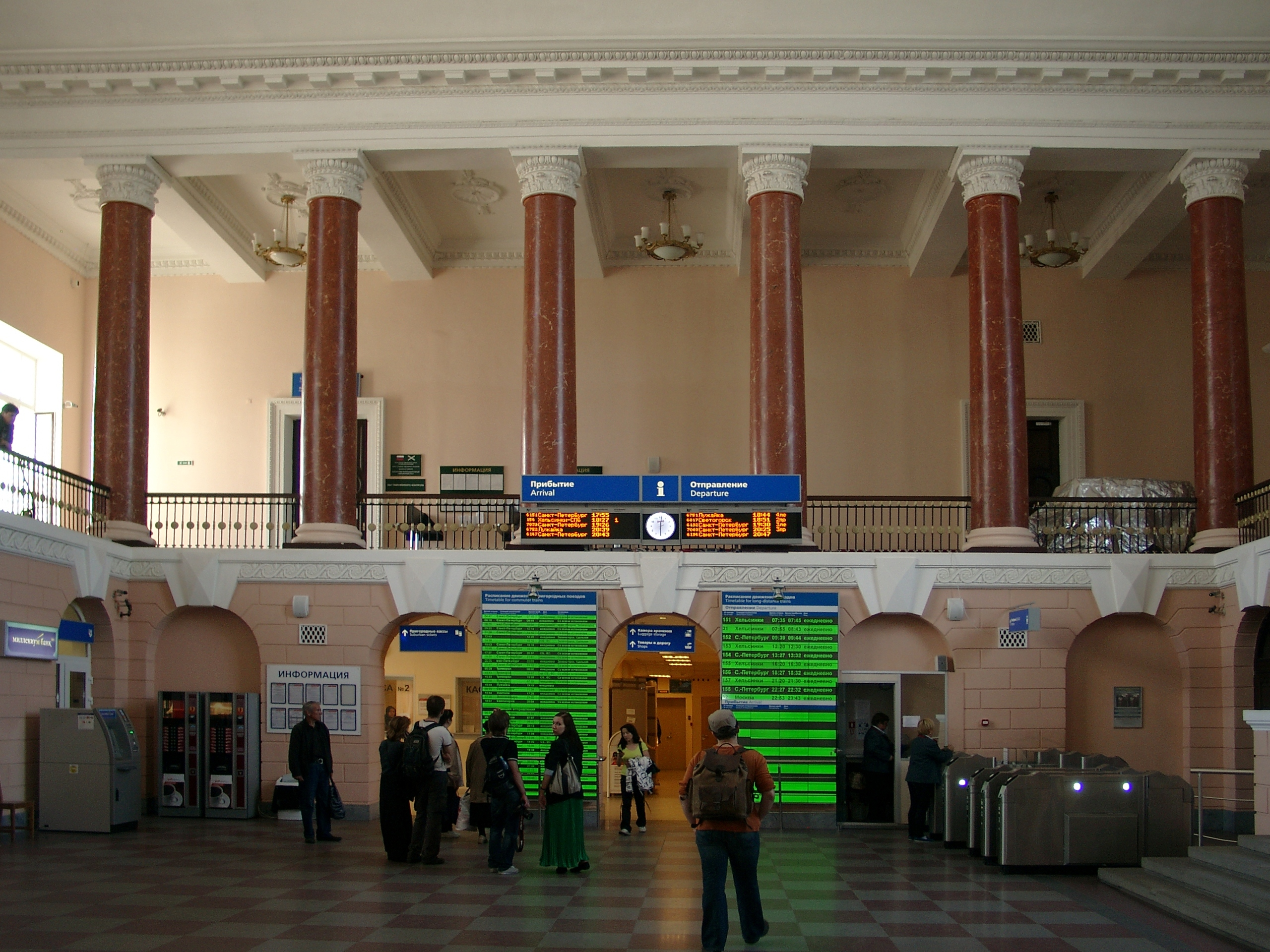
Інтер'єр вокзалу Виборга

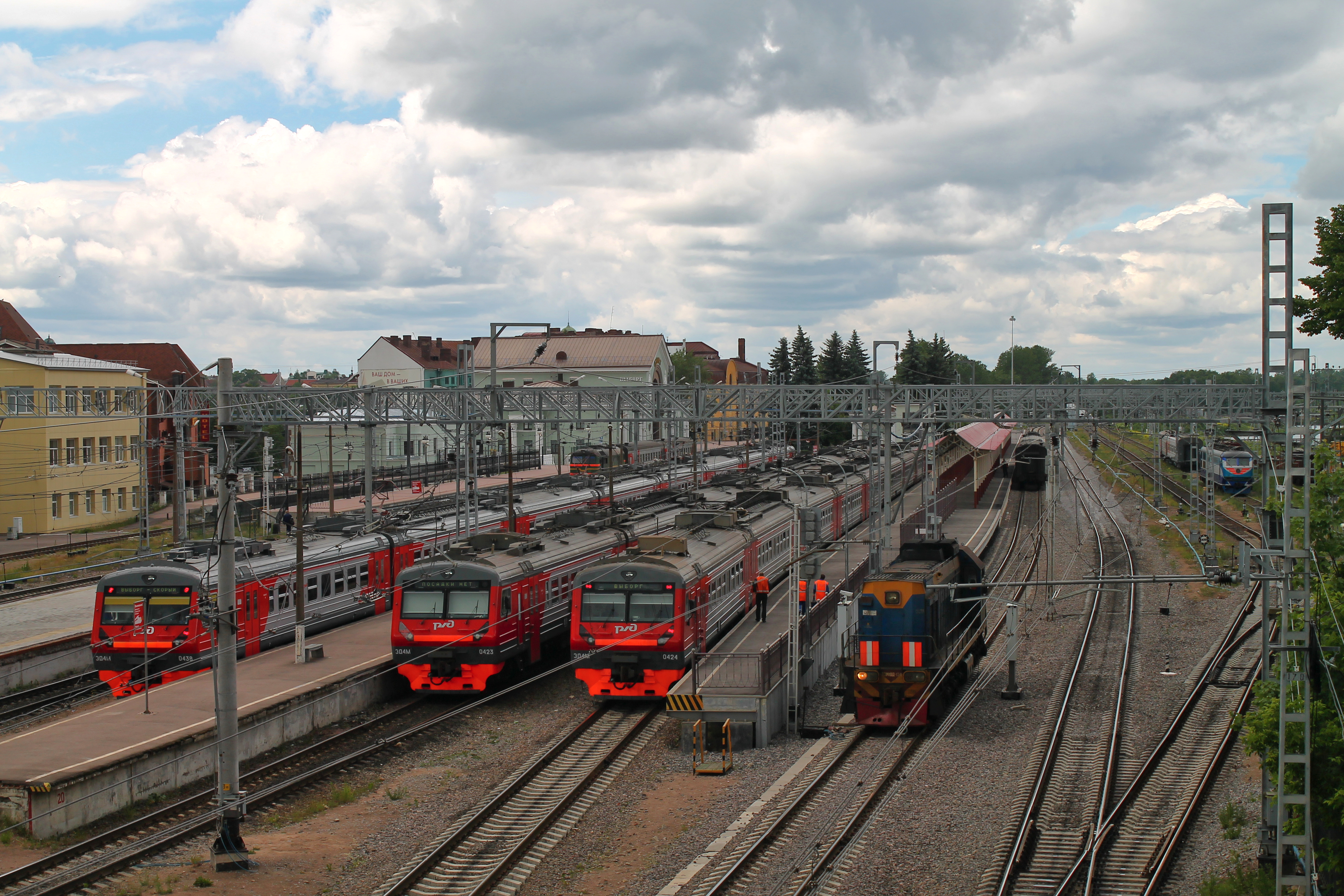
Загальний вигляд колій станції

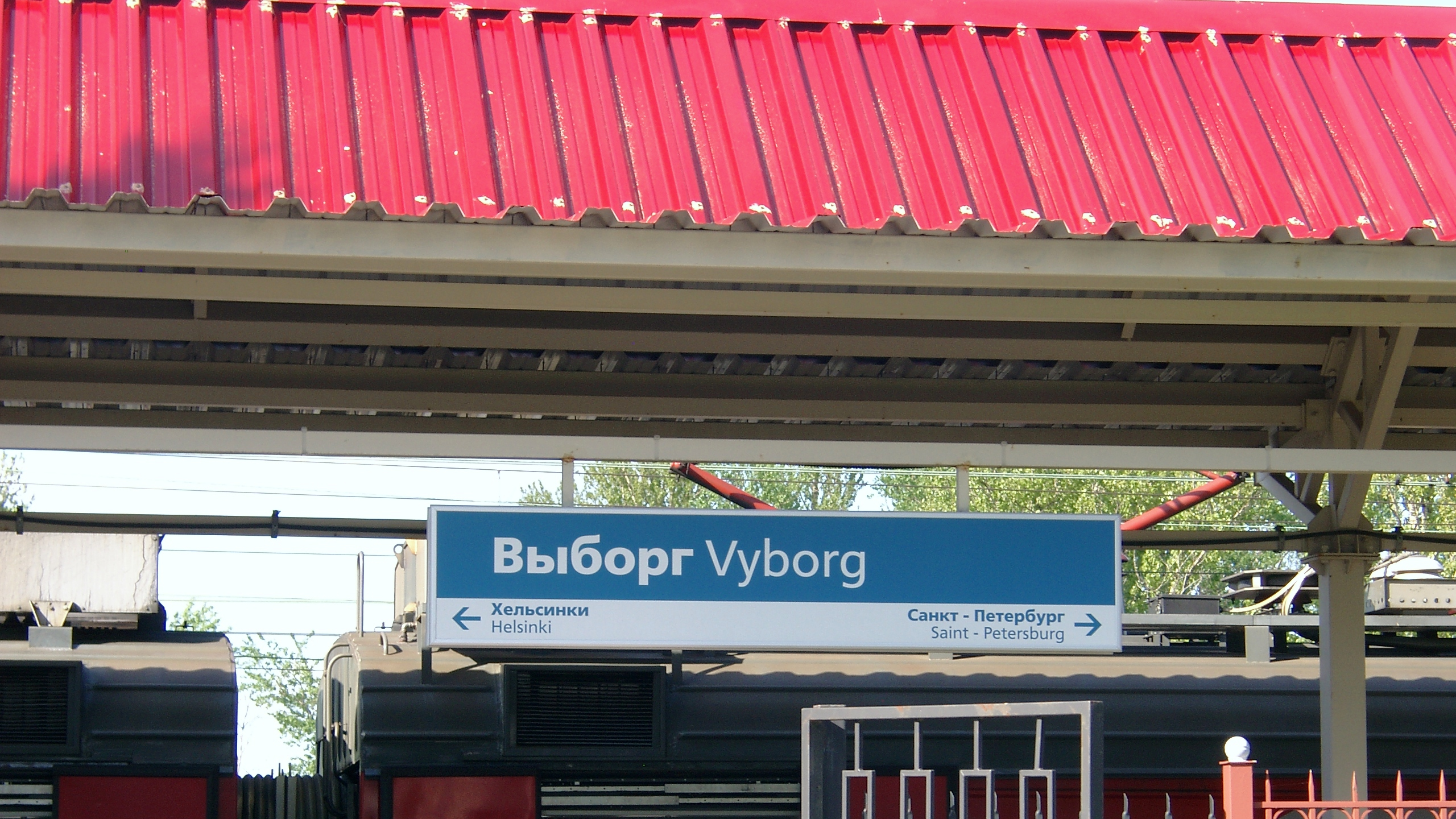
Вказівник із назвою станції на платформі

На першому поверсі 2-поверхової будівлі вокзалу розміщені головна зала та касова зала приміського сполучення, довідкове бюро, вікно чергового по вокзалу, магазин друкованої продукції, кондитерських виробів, довідкові і платіжні термінали, банкомати, табло з розкладом поїздів, камери зберігання та туалети. Також на першому поверсі є турнікети, що контролюють прохід до поїздів приміського сполучення. Другий поверх являє собою балкон за периметром головної зали, на якому встановлені місця для очікування. Також на другому поверсі є касовий зал дальнього сполучення та відділення митно-прикордонного контролю.
Прибуття і відправлення потягів дального слідування (на Москву та Гельсінкі) здійснюється із бокової платформи № 4. Приміські поїзди (крім потягів напрямку Виборг — Лужайка — Бусловська) прибувають та відправляються з платформ № 2, 3 та 4. Рух приміських поїздів бусловського напрямку здійснюється з платформи № 5. Платформи № 2, 3, 4, 5 — острівні, сполучені між собою. Прохід у будівлю вокзалу та вихід до міста здійснюються за підземним пішохідним переходом.
Справа від відносно невеликого фасаду вокзалу, що виходить на площу, у сучасний вокзал вбудована невелика частина вокзалу фінської побудови, яка збереглася — багажне відділення.

## Залізничне сполучення
Станція Виборг є важливим транспортним вузлом на шляху слідування залізничних поїздів із Росії до Фінляндії і навпаки. Для потягів дальнього слідування Москва — Гельсінкі та Санкт-Петербург — Гельсінкі станція є пунктом проходження митного контролю з російської сторони. Також на станції проводилася зміна електровоза постійного струму на двосистемний електровоз ВЛ82М або тепловоз, для проходження нейтральної вставки 3 кВ/25 кВ на російсько-фінському кордоні. Станція Виборг також є кінцевим зупинним пунктом для приміських поїздів. Станом на липень 2014 року обслуговувалися наступні напрямки:
- Виборг — Зеленогорськ — Санкт-Петербург (електропотяги, звичайні та швидкісні («Ластівка»))
- Виборг — Лужайка — Бусловська (електропотяги)
- Виборг — Приморськ — Зеленогорськ — Санкт-Петербург («рейкові автобуси» РА2)
- Виборг — Приморськ — Зеленогорськ («рейкові автобуси» РА2)
- Виборг — Каменногорськ — Хійтола («рейкові автобуси» РА2)

Раніше на станції також обслуговувались напрями:
- Виборг — Каменногорськ — Свєтогорськ (тепловозо-вагонні потяги, скасовані з 21 липня 2014 року)
- Виборг — Вєщєво — Житково (тепловозо-вагонні потяги, скасовані до Житково у 1999 році, остаточно з 1 квітня 2009 року, див. Залізниця Виборг — Вєщєво[ru]).
- Виборг — Висоцьк (тепловозо-вагонні потяги, скасовані у 2004 році)

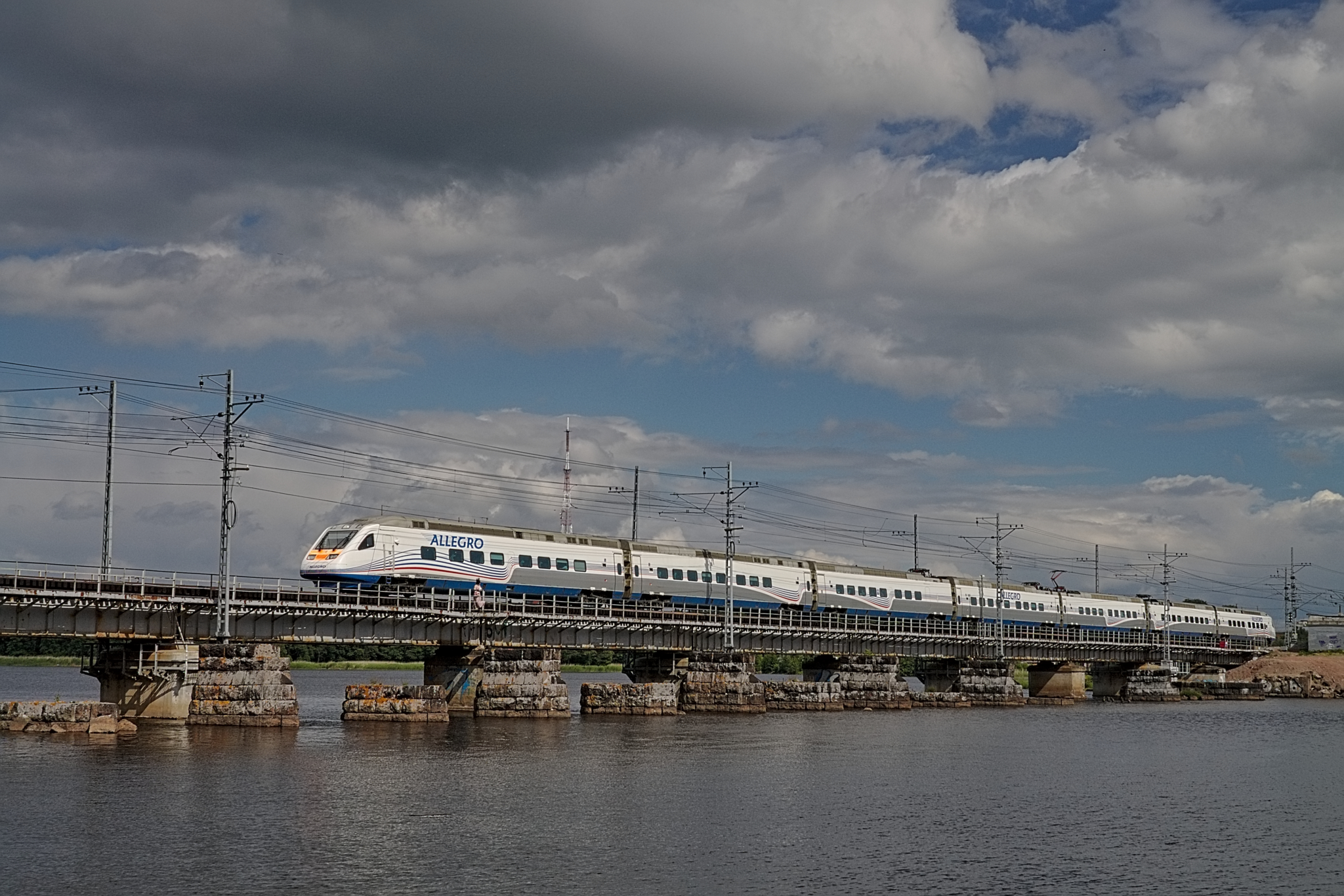
Високошвідкісний потяг Allegro прибуває на станцію Виборг по Фінляндському мосту

Кількість приміських потягів, що заходять на станцію, досягає 30 пар на добу.
З 2010 року на лінії Гельсінкі — Санкт-Петербург запущено високошвидкісні потяги Allegro (серія Pendolino), що зупиняються у Виборзі. Потяги належать компанії Karelian Trains — спільній компанії російської та фінської залізниць — і завдяки ним час подорожі між містами скоротився до 3,5 год замість 5,5 год.
Окрім них, у Виборзі також зупиняється потяг «Лев Толстой» сполученням Москва — Гельсінкі.